# Hautajärvi (sjö i Rautavaara, Norra Savolax)
Hautajärvi är en sjö i kommunen Rautavaara i landskapet Norra Savolax i Finland. Den är 10,9 meter djup. Arean är 35 hektar och strandlinjen är 4,3 kilometer lång. Sjön  ingår i Vuoksens huvudavrinningsområde.   Den ligger omkring 75 kilometer nordöst om Kuopio och omkring 410 kilometer nordöst om Helsingfors. 